# Casinaria varuni
Casinaria varuni là một loài tò vò trong họ Ichneumonidae.